# Progreso de Socchabamba
Progreso de Socchabamba es un caserío peruano ubicado en el distrito de Ayabaca, perteneciente a la provincia homónima del departamento de Piura, al norte del Perú. 

## Ubicación
Progreso de Socchabamba se ubica al noreste de la provincia de Ayabaca, en el distrito de Ayabaca, en el departamento de Piura.

## Demografía
En 2017 Progreso de Socchabamba tenía una población de 199 habitantes.
| Gráfica de evolución demográfica de Progreso de Socchabamba entre 1993 y 2017         |
|                                                                                       |
| Fuentes: Población 1993 (junto con Socchabamba Centro y Pampas de Socchabamba) y 2017 |